# Fairey Stooge

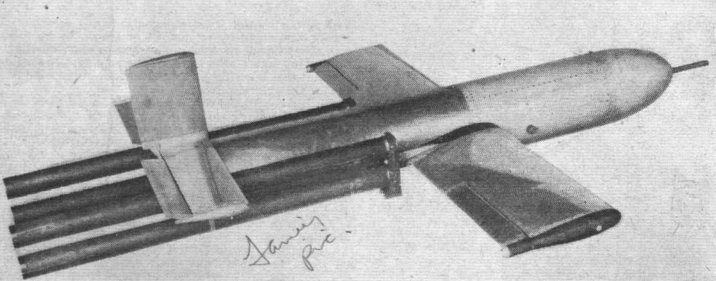
Ракета Stooge

Фэйри Студж (англ. Stooge — имитатор) — ранняя британская зенитная управляемая ракета, разрабатывавшаяся во второй половине 1940-х годов. Разрабатывалась по заказу армии с 1944 года, но впоследствии разработка была передана ВМФ. Проект закрыт в 1947 году.

## История
В ходе Второй мировой войны Германия, США и Великобритания впервые предприняли попытки разработать управляемые зенитные ракеты, так как рост скоростей и высоты полёта бомбардировщиков привел к тому, что ствольная зенитная артиллерия уже не могла рассматриваться как экономически целесообразное средство борьбы с ними.
В 1944 году, в Великобритании были инициированы программы разработки двух зенитных ракет — Brakemine и Stooge. Ракеты разрабатывались по заказу ПВО и армейского командования как средство борьбы против перспективных германских скоростных самолетов. Тем не менее, ввиду отсутствия прямой необходимости в подобном оружии — превосходство истребительной авиации союзников в воздухе было полным, нейтрализуя даже угрозу со стороны новых германских реактивных истребителей Messerschmitt Me.262 — армейская программа не рассматривалась как приоритетная. Фирма Fairey получила заказ на теоретическую разработку концепции, но особого интереса к программе армия не проявляла.
Во второй половине 1944 года британский ВМФ выразил заинтересованность в разработке зенитной ракеты. Действия ВМФ США на Тихом океане продемонстрировали значительную угрозу со стороны японских камикадзе. Практика боев продемонстрировала, что камикадзе способны нанести значительные повреждения военным кораблям, а существующая зенитная артиллерия не обладает способностью эффективно остановить летящий прямо на корабль самолёт-снаряд. По мере приближения союзников к японской метрополии и жизненно важным колониям, темпы атак камикадзе могли возрасти многократно. Кораблям требовалась надёжная защита, обеспечить которую могли только зенитные ракеты.
Вслед за ВМФ США, начавшим разработку зенитной ракеты Lark, британский флот также высказал интерес в управляемых снарядах, для защиты кораблей от камикадзе. Армия предложила передать в подчинение флоту собственную программу, параметры которой уже считались недостаточными для обеспечения ПВО городов и военных баз. В конце 1944, программа была официально переориентирована на нужды ВМФ и в дальнейшем до конца войны велась под эгидой флота.

## Конструкция

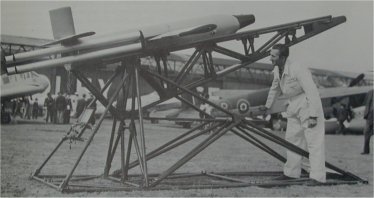
Fairey Stooge на пусковой

Конструктивно, «Fairey Stooge» был небольшим аппаратом нормальной аэродинамической схемы, напоминавшим по форме уменьшенную Фау-1. Цилиндрический корпус с носовым обтекателем был оснащён двумя широкими прямыми крыльями вблизи центра тяжести (центроплан). На корме ракеты крепилось стандартное[какое?] хвостовое оперение. Длина фюзеляжа составляла 2,273 м, диаметр — 320 мм, размах крыла 2,08 м, размах хвостового оперения 1,2 м. Масса ракеты в полностью снаряжённой конфигурации составляла 335 кг.
Для запуска ракеты предназначались четыре стартовых двигателя от 3-дюймовых ракет RP-3, закреплённых попарно по бокам корпуса ракеты, ниже уровня горизонтального хвостового оперения. Их работа давала тягу 25 кН в течение 1,6 секунды разгоняя ракету по трёхметровой направляющей до величины около 8 g. Стартовые двигатели установленные на хвостовой части корпуса смещали центр масс ракеты в сторону хвоста, что могло отрицательно сказаться на устойчивости её в полёте. Для исключения смещения центра масс, в носовой части ракеты крепился чашеобразный противовес. По завершении работы стартовых ускорителей, ракета достигала скоростей порядка 426 км/ч, а сами ускорители и противовес сбрасывались, после чего включался маршевый двигатель.
В качестве маршевой двигательной установки использовались четыре 5-дюймовых (130 мм) твердотопливных двигателя от неуправляемых ракет «Swallow». Тяга и время работы маршевого двигателя могли регулироваться изменением сечения сопла. На максимальной тяге (330 Н), ракета разгонялась до скорости 840 км/ч, но быстрое выгорание топливного заряда двигателя уменьшало эффективную дальность, поэтому обычно ракета испытывалась на уровне тяги 180 Н, что давало 40 секунд активного полёта.
После вывода ракеты на предполагаемую высоту цели, она стабилизировалась на курсе простейшим гироскопическим автопилотом расположенным в передней части фюзеляжа и летела к цели. Оператор, отслеживая полёт ракеты визуально, с помощью фальшфейеров расположенных в обтекателях на концах её крыльев, мог корректировать курс используя радиокомандное наведение. Он должен был вывести ракету перед целью и задать ей направление движения для столкновения с ней. Управление ракетой осуществлялось с помощью элевонов и элеронов.

## Испытания
Испытания ракеты начались с бросковых пусков опытных образцов, не имеющих системы управления и с зафиксированными аэродинамическими плоскостями в 1945 году. Полёты проводились на территории авиабазы Эберпорт в Уэльсе. Около 12 ракет было изготовлено и испытано на полигоне в период с 1946 по 1947 годы, но уже в 1945 году, после окончания войны, ВМФ утратил интерес к ракете. Испытания проводились под эгидой министерства Снабжения, с некоторым успехом. Так, шестой пуск позволил ракете достичь высоты в 490 метров и дальности в 3 км, прежде чем полёт был прекращён по соображениям безопасности. Тем не менее, результаты продемонстрированные ракетой, уже не были достаточными для военных и в итоге программа была прекращена в 1947 году. Наработки по программе были использованы при создании ракеты Fairey Fireflash.